# 熊本県道57号益城矢部線
熊本県道57号益城矢部線（くまもとけんどう57ごう ましきやべせん）は、熊本県上益城郡益城町から上益城郡山都町に至る県道（主要地方道）である。

## 概要
概ね山間部を通る。山都町の区間は片側1車線であるが、益城町・御船町の区間はセンターラインがない区間が多く、一部で離合困難な区間もある。

### 路線データ
- 起点：熊本県上益城郡益城町大字寺迫（熊本県道28号熊本高森線交点）
- 終点：熊本県上益城郡山都町北中島（北中島交差点、国道445号交点）

## 歴史
- 1960年（昭和35年） - 北中島益城線として路線認定（一般県道）。当時の整理番号は76。
- その後、1972年（昭和47年）ごろまでに整理番号が154に変更される。
- 1993年（平成5年）5月11日 - 建設省から、県道北中島益城線が益城矢部線として主要地方道に指定される[1]。
- 1994年（平成6年） - 上記告示に基づき路線変更が行われ、整理番号が57、路線名が益城矢部線となる。

## 地理

### 通過する自治体
- 上益城郡益城町
- 上益城郡御船町
- 上益城郡山都町

### 交差する道路
| 交差する道路                                                        | 市町村名 | 市町村名 | 交差する場所 | 交差する場所        |
| ------------------------------------------------------------------- | -------- | -------- | ------------ | ------------------- |
| 熊本県道28号熊本高森線                                              | 上益城郡 | 益城町   | 大字寺迫     | 起点                |
| 熊本県道221号田代御船線                                             | 上益城郡 | 御船町   | 大字上野     |                     |
| 国道445号 熊本県道104号熊本浜線 重複 熊本県道152号稲生野甲佐線 重複 | 上益城郡 | 山都町   | 北中島       | 北中島交差点 / 終点 |

### 沿線
- 矢部ゴルフクラブ